# Saint-Lunaire
Saint-Lunaire (en bretó Sant-Luner) és un municipi francès, situat a la regió de Bretanya, al departament d'Ille i Vilaine. L'any 2006 tenia 2.307 habitants.

## Demografia
| 1962                                       | 1968  | 1975  | 1982  | 1990  | 1999  |
| ------------------------------------------ | ----- | ----- | ----- | ----- | ----- |
| 1.517                                      | 1.578 | 1.585 | 2.020 | 2.163 | 2.250 |
| Des de 1962: població sense dobles comptes |       |       |       |       |       |

## Administració
| Període   | Identitat       | Partit        |
| --------- | --------------- | ------------- |
| 1947-1953 | Félix Le Dantec |               |
| 1953-1965 | Jean Fouere     |               |
| 1965-1977 | Gilbert Leblanc |               |
| 1977-1992 | Pol Lebreton    |               |
| 1992-1997 | Aimé Le Foll    |               |
| 1997-     | Michel Penhoët  | Divers gauche |

## Galeria d'imatges

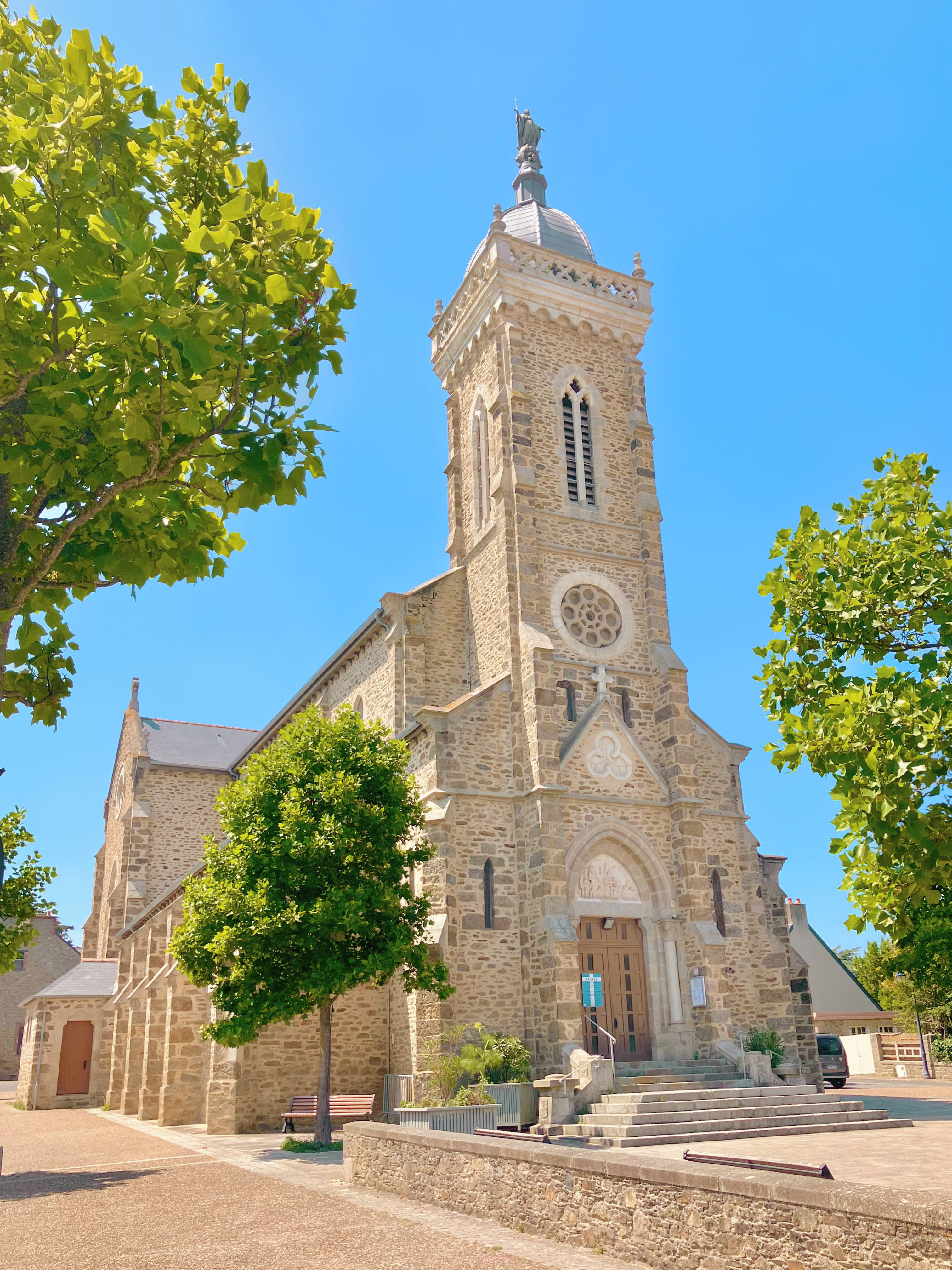
L'església parroquial
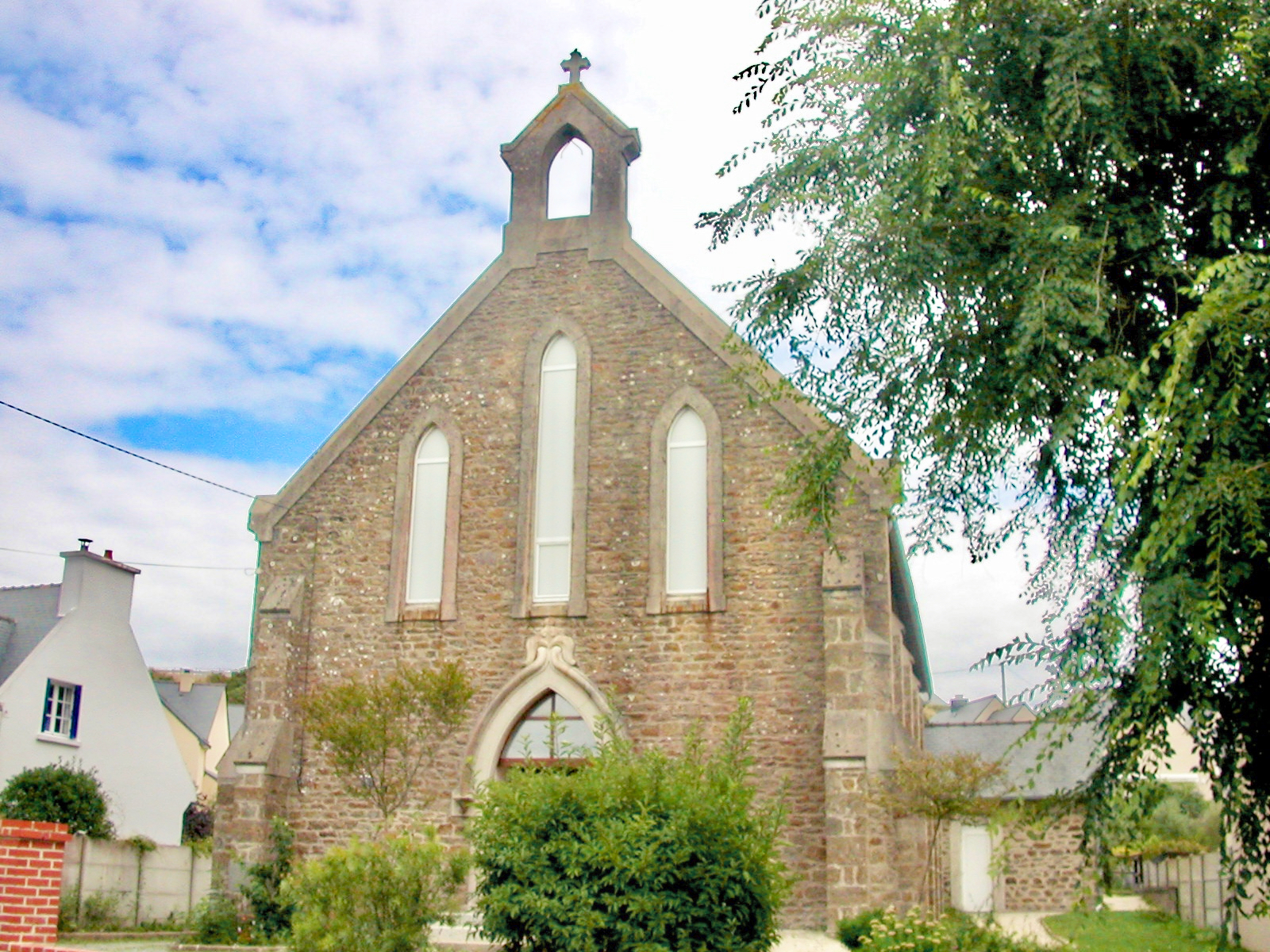
El temple
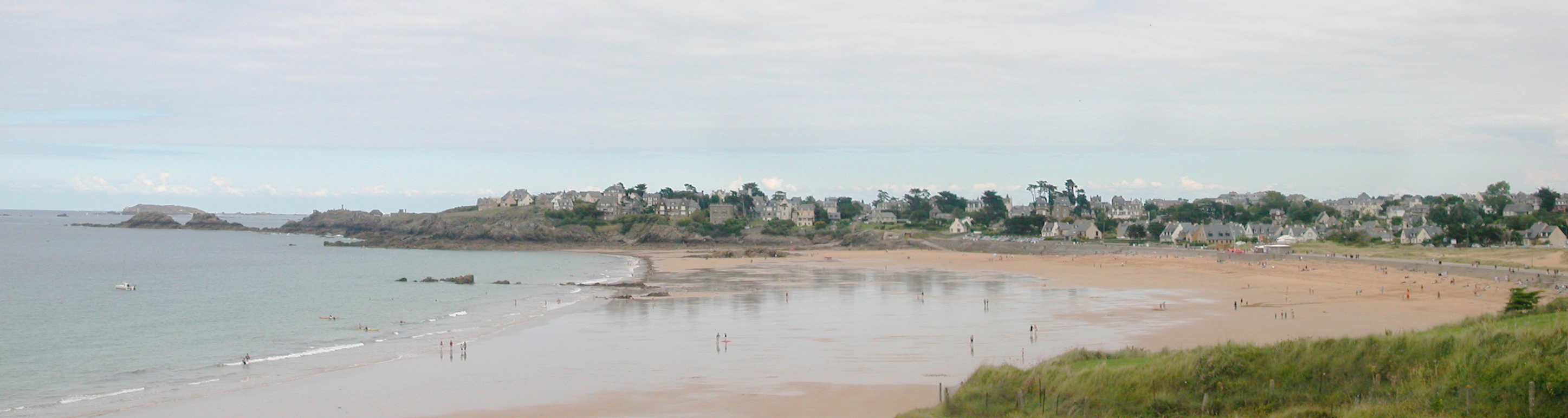
La platja de Longchamp, a l'oest de la punta del Décollé